# スケートパーク

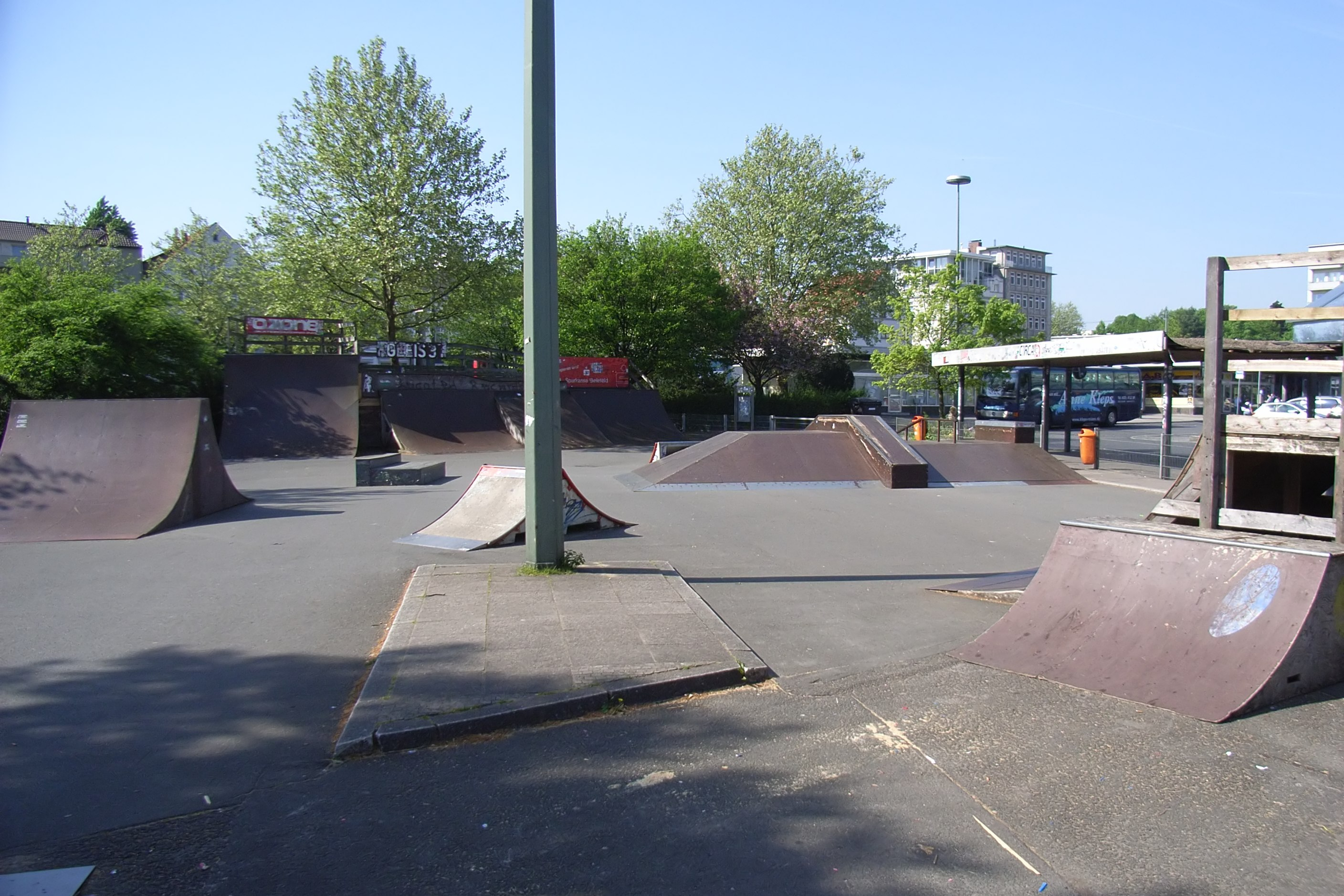
ノルトライン＝ヴェストファーレン州ビーレフェルトにあるスケートパーク

スケートパーク（英: Skatepark）とは、主にスケートボード、アグレッシブインラインスケート、フリースタイルBMX向けに作られた運動施設。舗装面にジャンプ台等の構造物（セクション）が設置されている。
元々のスケートパークはお椀型のくぼみを組み合わせたコースであり、「パークスタイル」と呼ばれる競技種目はそのコースに限定され行われる。スケートパークによっては、「ストリートスタイル」や「フラットランド」などの種目に対応した設備も備えている。
施設の略称及び競技種目として単にパーク (Park) とも呼ばれる（「BMX#競技の分類」も参照）。また、特にスケートボード向けの施設はスケートボードパークやスケボーパークとも呼ばれる。

## 概要
スケートボーダー向けにハーフパイプやボウルを備えた施設がつくられたことが始まりで、やがてローラースケートやBMXにも使われる様になったが、施設によってはスケートボード専用であったり、BMXの部品に条件を付けている場合もある。
厳しい規定を持った施設以外ではキャスターボード、マウンテンボード、スネークボードなどのスケートボード亜種やフリーラインスケート、キックスケーター、マウンテンバイクなどでも利用されている。さらにユニサイクルやウィールチェアを受け入れている施設もある。
利用者の増加に伴って自治体による公営スケートパークも作られる様になっており、利用料が掛からないものも多い。
徹底の度合いはまちまちだが、ほとんどの施設ではヘルメットやニーパッド、エルボーパッドの着用が義務付けられている。

## コンクリートスケートパーク

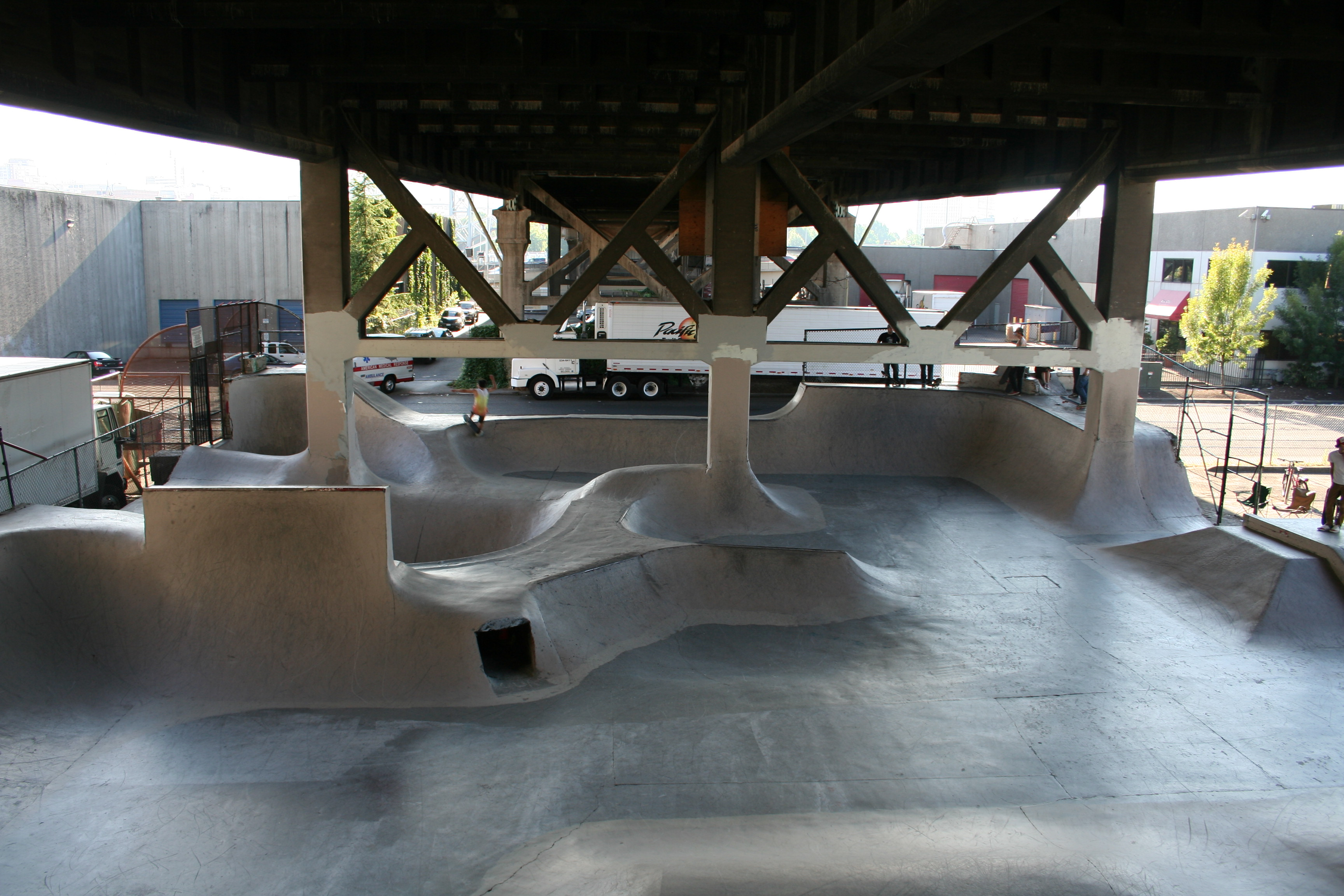
オレゴン州ポートランドにあるコンクリートスケートパーク

鉄や木で作られたセクションを設置する代わりにセクション全体がコンクリートで作られており、曲面を駆使した設計が可能。完成後のセクション変更は困難だが耐久性が高く、公共スケートパークに多く見られる。

## セクション
- クォーターパイプ (Quater pipe) - ハーフパイプを更に半分にしたもの。ノ
- スパイン (Spine) - クォーターパイプの斜面を背中合わせに重ねたもの。人
- フラットバンク (Flat bank) - 平らな斜面。／
- ウォール (Wall) - 壁。｜
- レール (Rail) - 手摺りを模した鉄棒
- カーブ (Curb) - 縁石を模した直方体の台
- ボウル (Bowl) - 曲面に囲まれた窪地
- ファンボックス (Funbox) - バンクにレールやカーブなどを組み合わせた台

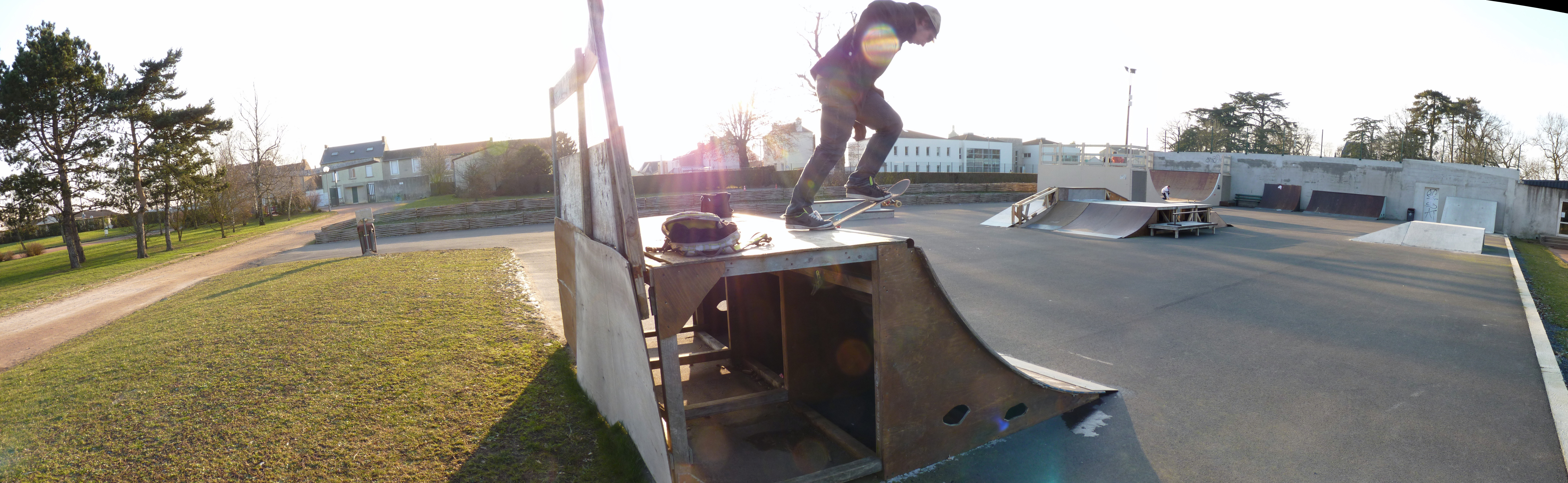
クォーターパイプ
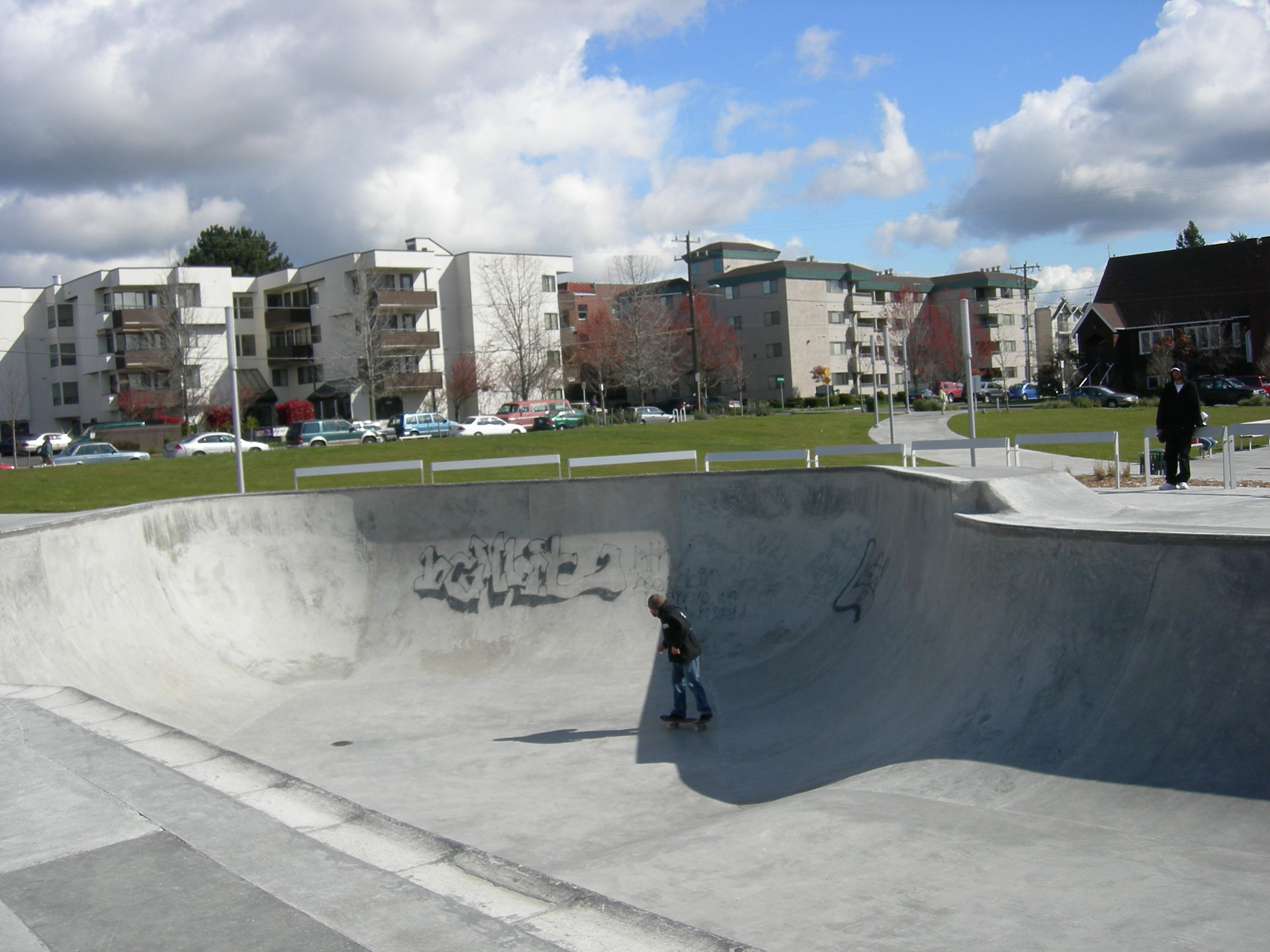
ボウル
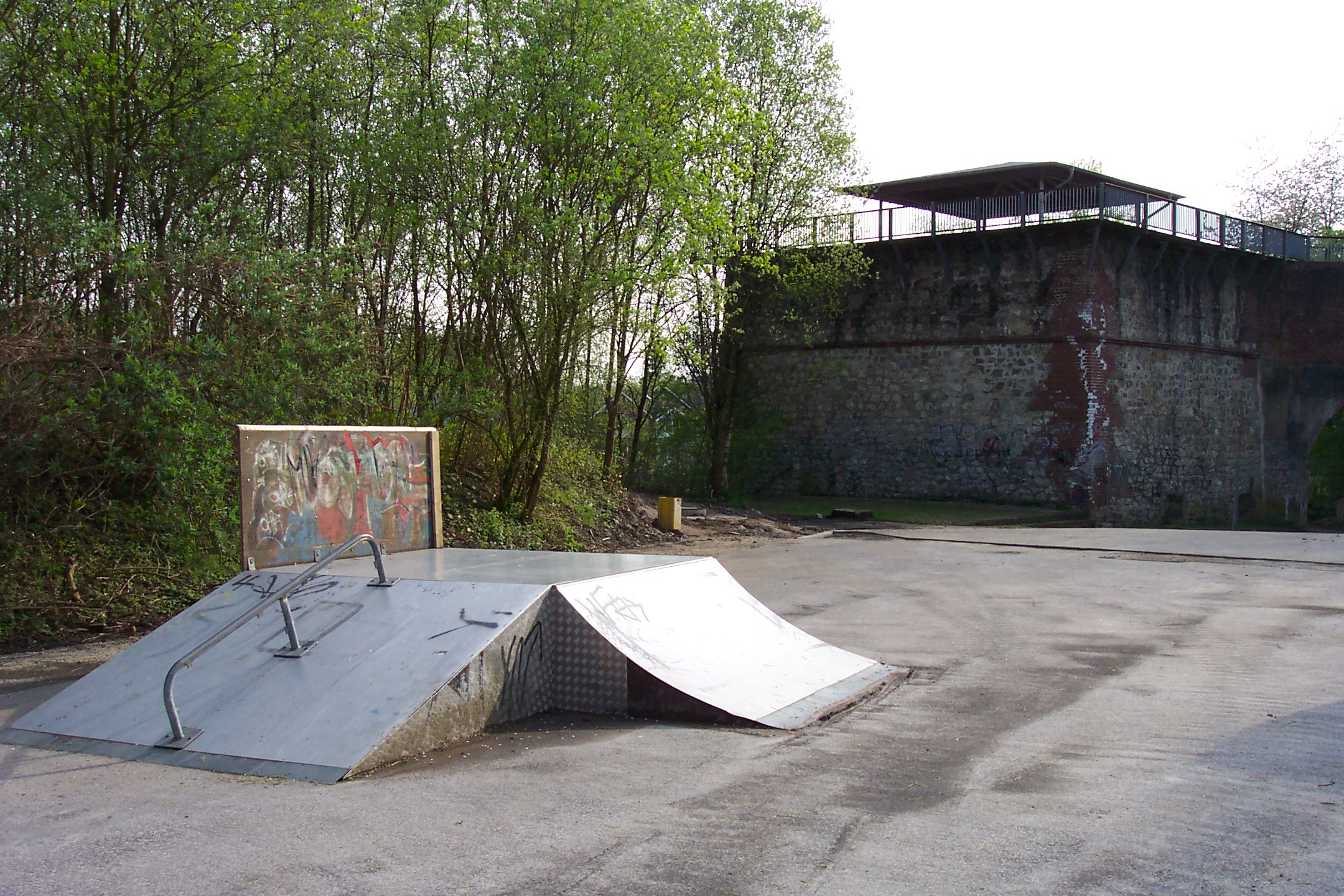
ファンボックス

## 日本各地の代表的なスケートパーク
東北
- 寒河江スケートパーク（山形県寒河江市最上川ふるさと総合公園）

関東
- MAP'S Tokyo（東京都足立区千住アメージングスクエア）
- 鵠沼海浜公園スケートパーク（神奈川県藤沢市鵠沼海岸）

中部
- 桜ヶ池公園スケートパーク（富山県南砺市）
- 中津川公園スケートパーク（岐阜県中津川市）
- スケートパーク川西（川西緑地）（愛知県小牧市）

近畿
- "g"スケートパーク（兵庫県神戸市六甲アイランド）
- 三木スケートボードパーク（兵庫県三木市上の丸）